# George (Vorname)
George ist die englische Variante des männlichen Vornamens Georg, zu Familiennamen siehe George (Familienname).

## Namensträger

### Herrscher
- siehe Liste der Herrscher namens Georg

### Weitere Adlige
- George of Wales (* 2013), ältester Sohn des britischen Kronprinzen
- George, 1. Duke of Kent (1902–1942), vierter Sohn von König Georg V. und Königin Maria
- George, 2. Duke of Cambridge (1819–1904), britischer Feldmarschall

### Vorname
- George Andrie (1940–2018), US-amerikanischer American-Football-Spieler
- George Avakian (1919–2017), US-amerikanischer Musikproduzent
- George Baker (* 1944), niederländischer Sänger und Komponist, siehe George Baker Selection
- George Wildman Ball (1909–1994), US-amerikanischer Jurist, Politiker und Diplomat
- George Baldock (1993–2024), englisch-griechischer Fußballspieler
- George Bannister, neuseeländischer Bergsteiger
- George Boole (1815–1864), englischer Mathematiker und Philosoph
- George Bowering (* 1935), kanadischer Dichter
- George Brecht (1926–2008), US-amerikanischer Künstler (Fluxus)
- George Burdi (* 1970), kanadischer Musiker und ehemaliger Rechtsextremist
- George Bush (Geistlicher) (1796–1859), US-amerikanischer Presbyterianer
- George H. W. Bush (George Herbert Walker Bush: 1924–2018), US-amerikanischer Politiker, Präsident von 1989 bis 1993
- George P. Bush (George Prescott Bush; * 1976), US-amerikanischer Politiker
- George W. Bush (George Walker Bush; * 1946), US-amerikanischer Politiker, Präsident von 2001 bis 2009
- George Chrystal (1851–1911), schottischer Mathematiker
- George Clinton (Admiral) (1686–1761), britischer Marineoffizier und Kolonialgouverneur
- George Clinton (Politiker) (1739–1812), US-amerikanischer Politiker, Gouverneur von New York
- George Clinton junior (1771–1809), US-amerikanischer Politiker
- George Clinton (Musiker) (* 1941), US-amerikanischer Musiker
- George S. Clinton (* 1947), US-amerikanischer Komponist
- George Clooney (* 1961), US-amerikanischer Schauspieler, Drehbuchautor, Produzent und Regisseur
- George Courtney (* 1941), englischer Fußballschiedsrichter
- George Pan Cosmatos (1941–2005), italienischer Filmregisseur
- George Cukor (1899–1983), US-amerikanischer Filmregisseur
- George Dantzig (1914–2005), US-amerikanischer Mathematiker
- George Danzer (* 1983), deutscher Pokerspieler
- George Dedolph (1789–1843), deutscher Jurist, Mitglied der kurhessischen Ständeversammlung
- George Duller (1891–1962), britischer Jockey und Automobilrennfahrer
- George Eastman (1854–1932), US-amerikanischer Unternehmer
- George Egerton (Pseudonym von Mary Chavelita Dunne Bright; 1859–1945), britische Schriftstellerin und Feministin
- George Ehusani, nigerianischer, katholischer Geistlicher
- George Eliot (Pseudonym von Mary Ann Evans; 1819–1880), britische Schriftstellerin
- George Ellis (Leichtathlet) (* 1932), britischer Sprinter
- George Ellis (Dichter) (1753–1815), englischer Dichter
- George F. R. Ellis (* 1939), südafrikanischer Physiker und Mathematiker
- George Forbes Ellis (1903–1972), amerikanischer Viehzüchter, Pionier auf dem Gebiet der Rindfleischproduktion
- George Eyston (1897–1978), britischer Ingenieur, Erfinder sowie Rekord- und Automobilrennfahrer
- George Flint (* 1939), US-amerikanischer American-Football-Spieler
- George Fludas (* 1966), US-amerikanischer Jazzmusiker
- George Foy (* 1952), US-amerikanischer Schriftsteller und Journalist
- George Foreman (1949–2025), US-amerikanischer Boxer und Prediger
- George Forsyth (* 1982), peruanischer Fußballtorhüter
- George Furla (* 1960), US-amerikanischer Filmproduzent
- George Gershwin (Künstlername von Jacob Gershowitz; 1898–1937), US-amerikanischer Komponist
- George Grosz (1893–1959), deutsch-amerikanischer Maler, Grafiker, Karikaturist
- George Gruntz (1932–2013), Schweizer Jazzmusiker und Komponist
- George Harrison (1943–2001), englischer Musiker, Komponist und Beatle
- George Hawi (1938–2005), libanesischer Politiker
- George W. P. Hunt (1859–1934), erster Gouverneur des US-Bundesstaates Arizona
- George Jones (Politiker, 1766) (1766–1838), US-amerikanischer Politiker (Georgia)
- George Jones (Maler) (1786–1869), britischer Maler
- George Jones (Journalist) (1811–1891), US-amerikanischer Journalist und Zeitungsgründer
- George Jones (Politiker, 1844) (1844–1920), neuseeländischer Politiker
- George Jones (Politiker, 1866) (1866–1938), australischer Politiker
- George Jones (Fußballspieler, 1895) (1895–1970), englischer Fußballspieler
- George Jones (Fußballspieler, 1896) (1896–1965), englischer Fußballspieler
- George Jones (Offizier) (1896–1992), australischer Jagdflieger und Luftwaffenkommandeur
- George Jones (Fußballspieler, 1918) (1918–1995), englischer Fußballspieler
- George Jones (Fußballspieler, 1930) (1930–2017), walisischer Fußballspieler
- George Jones (Musiker) (1931–2013), US-amerikanischer Sänger
- George Jones (Fußballspieler, 1933) (* 1933), maltesischer Fußballspieler
- George Jones (Fußballspieler, 1945) (* 1945), englischer Fußballspieler
- George Legh-Jones (1890–1960), britischer Manager
- George W. Jones (George Wallace Jones; 1804–1896), US-amerikanischer Politiker
- George Washington Jones (Politiker, 1806) (1806–1884), US-amerikanischer Politiker (Tennessee)
- George Washington Jones (Politiker, 1828) (1828–1903), US-amerikanischer Politiker (Texas)
- George Knobel (1922–2012), niederländischer Fußballspieler und -trainer
- George Lang (1924–2011), ungarisch-US-amerikanischer Gastronom
- George Lind (* 1977), US-amerikanischer Pokerspieler
- George Loewenstein (* 1955), US-amerikanischer Wirtschaftswissenschaftler und Psychologe
- George London (1920–1985), US-amerikanischer Opernsänger
- George Lucas (* 1944), US-amerikanischer Regisseur und Produzent
- George E. Mahlberg (1954–2011), US-amerikanischer Schauspieler, DJ, Moderator und Astrophysiker
- George Martin (1926–2016), britischer Musikproduzent
- George McCrae (* 1944), US-amerikanischer Pop- und R&B-Sänger
- George McMullen (* ≈1965), US-amerikanischer Jazzmusiker
- George Michael (1963–2016), britischer Sänger
- George Michelakis (* 1972), südafrikanischer Schachspieler
- George Moran (≈1955–2002), US-amerikanischer Jazzposaunist
- George Morrow (Musiker) (George Washington Morrow; 1925–1992), US-amerikanischer Jazzbassist
- George Alexander Morrow (1877–1914), irischer Cricket- und Badmintonspieler
- George Musso (1910–2000), US-amerikanischer American-Football-Spieler
- George Neuber (1786–1819), deutscher Jurist, Regierungsprokurator und Abgeordneter
- George Okoth-Obbo (* vor 1984), ugandischer UN-Funktionär
- George A. Olah (1927–2017), US-amerikanischer Chemiker, Nobelpreisträger
- George Oppenheimer (1900–1977), US-amerikanischer Drehbuchautor und Oscargewinner
- George Orwell (1903–1950), englischer Schriftsteller und Essayist
- George S. Patton (1885–1945), US-amerikanischer Viersterne-General der US-Armee
- George Paul (1841–1921), britischer Rosenzüchter
- George Pollock (1907–1979), britischer Regisseur und Regieassistent
- George Raynor (1907–1985), englischer Fußballspieler und -trainer
- George Romanes (1848–1894), englischer Evolutionsbiologe und Tierpsychologe
- George William Russell  (* 1998), britischer Formel-1-Fahrer
- George Sand (1804–1876), französische Schriftstellerin
- George Seifert (* 1940), US-amerikanischer American-Football-Trainer
- George Bernard Shaw (1856–1950), irischer Dramatiker
- George Shultz (1920–2021), US-amerikanischer Politiker
- George Soros (* 1930), US-amerikanischer Investor und Philanthrop
- George Spencer-Brown (1923–2016), britischer Mathematiker, Philosoph, Psychologe, Mystiker, Dichter, Songwriter und Schachmeister
- George Springer (1924–2019), US-amerikanischer Mathematiker und Informatiker
- George Steiner (1929–2020), US-amerikanischer Literaturwissenschaftler, Schriftsteller, Philosoph und Kulturkritiker
- George Steinmann (* 1950), Schweizer Künstler und Musiker
- George Stephenson (1781–1848), britischer Ingenieur
- George F. Sternberg (1883–1969), US-amerikanischer Paläontologe
- George Miller Sternberg (1838–1915), US-amerikanischer Arzt und Bakteriologe
- George Strait (* 1952), US-amerikanischer Country-Musiker
- George Stewart Symes (1882–1962), britischer Offizier, Kolonialgouverneur und -generalgouverneur
- George Szell (1897–1970), US-amerikanischer Dirigent, Pianist und Komponist
- George Takei (* 1937), US-amerikanischer Schauspieler
- George Thorne (* 1993), englischer Fußballspieler
- George Townshend, 1. Marquess Townshend (1724–1807), britischer Adliger und Offizier
- George Townshend, 2. Marquess Townshend (1755–1811), britischer Adliger und Politiker
- George Townshend, 3. Marquess Townshend (1778–1855), britischer Adliger
- George Townshend (Bahai) (1876–1957), irisch-amerikanischer Geistlicher
- George Townshend, 7. Marquess Townshend (1916–2010), britischer Adliger und Unternehmer
- George Washington (1732–1799), US-amerikanischer Politiker, General und erster Präsident
- George Wassouf (* 1961), syrischer Sänger
- George Yardley (1928–2004), US-amerikanischer Basketballspieler
- George Zaharopoulos, bürgerlicher Name des griechischen Musikers Magus Wampyr Daoloth
- George Zebrowski (1945–2024), US-amerikanischer Autor und Herausgeber

### Zwischenname
- David George Kendall (1918–2007), britischer Mathematiker
- Herbert George Wells (1866–1946), britischer Schriftsteller

### Künstlername
- Boy George (* 1961), britischer Sänger
- George (* 1978), brasilianischer Fußballspieler

## Fiktive Figuren und Sonstiges
- Curious George, Hauptperson in Kinderbüchern
- Lonesome George (‚einsamer Georg‘; † 2012), letzte bekannte Pinta-Riesenschildkröte
- Society for the Prevention of Calling Sleeping Car Porters „George“, amerikanische Organisation
- George Weasley, Nebenfigur in der Harry-Potter-Reihe